# آندریا جاکومینی
آندریا جاکومینی (انگلیسی: Andrea Giacomini؛ زادهٔ ۴ آوریل ۱۹۸۷) بازیکن فوتبال اهل ایتالیا است.
از باشگاه‌هایی که در آن بازی کرده‌است می‌توان به باشگاه فوتبال کوزنتسا کالچو، باشگاه فوتبال آسکولی، باشگاه فوتبال سالرنیتانا، باشگاه فوتبال آ.اس. رم، باشگاه فوتبال لاتینا، ماترا کالچو، باشگاه فوتبال ویچنزا، و باشگاه فوتبال ترنانا اشاره کرد.
وی همچنین در تیم‌های ملی فوتبال زیر ۱۷ سال ایتالیا و زیر ۲۰ سال ایتالیا بازی کرده‌است.